# Michael B. Silver
Pour les articles homonymes, voir Silver.
Michael B. Silver (né le 8 juillet 1967 à New York) est un acteur américain.

## Biographie
Il commence à tourner dans deux séries en faisant de petites apparitions.
En 1992, alors âgé de 25 ans, il décroche son premier rôle au cinéma dans le film d'horreur Jason va en enfer, neuvième volet de la populaire saga Vendredi 13.
Durant l'année 1995 il joue dans Fièvre à Columbus University avec Ice Cube et dans Programmé pour Tuer avec Denzel Washington. Puis en 98 il tourne dans La Carte du cœur avec Sean Connery et Angelina Jolie.
En 2000 il tourne dans La Revanche d'une Blonde qui est un gros succès au box office avec plus de 141 millions de dollars de recette dans le monde. Puis en 2002 il joue aux côtés de Michelle Pfeiffer dans Sam, je suis Sam et l'année suivante dans Pur Sang, la légende de Seabiscuit avec Tobey Maguire. 
Sans devenir un acteur de premier plan, il enchaîne les séries avec des rôles récurrents dans New York Police Blues mais aussi Les Experts : Miami.
En 2006 il tourne dans Unbeatable Harold, une comédie inédite en France. Par la suite il continue à tourner dans quelques épisodes de séries à succès comme Shark, Brothers and Sisters ou encore Lie to Me.
En 2010 il joue et coréalise la comédie Love Shack.
En 2011, il incarne un bijoutier de Los Angeles accusé de meurtre dans le jeu vidéo L.A. Noire.
Il est le frère de la scénariste Amanda Silver, le beau-frère du scénariste Rick Jaffa et le petit-fils du scénariste Sidney Buchman.

## Filmographie

### Cinéma
- 1992 : Jason va en enfer de Adam Marcus : Luke
- 1995 : Fièvre à Columbus University de John Singleton : Membre du Frat
- 1995 : Programmé pour tuer de Brett Leonard : Policier
- 1998 : La Carte du cœur de William Carroll : Max
- 2001 : La Revanche d'une blonde de Robert Luketic : Bobby
- 2002 : Sam, je suis Sam de Jessie Nelson : Dr. Jaslow
- 2003 : Pur Sang, la légende de Seabiscuit (Seabiscuit) de Gary Ross : Docteur de Baltimore
- 2006 : Unbeatable Harold (en) de Ari Palitz : Père
- 2010 : Love Shack : Jerry Sphincter
- 2017 : To the Bone de Marti Noxon :

### Télévision
- 1996-2004 : New York Police Blues : Leo Cohen
- 1998 : X-Files (épisode Zone 51) : Howard Grodin
- 2003 : Monk (saison 2, épisode 3 (Monk joue les arbitres (Mr. Monk Goes to the Ballgame)) : Lyle Torrow
- 2004-2006 : Les Experts : Miami : Agent Peter Elliott
- 2006 : Esprits criminels (Criminal Minds): Sam Shapiro (saison 1, épisode 14)
- 2006-2007 : Shark (saison 1, ép 8 & 17 / saison 2, ép 3 & 8) : Dan Lauter
- 2007 : Supernatural: (saison 2, ép 18) : Martin Flagg, un scénariste
- 2008-2009 : Brothers and Sisters (2 épisodes) : Stu Orenbacher
- 2009 : Lie to Me (saison 1, ép 8) : Avocat
- 2009 : Heroes (saison 3, ép 25): Liam Samuels
- 2010 : Mentalist : (saison 3, ép 3) : Julius Cole
- 2010 : The Defenders : (saison 1, ép 11) : Dr. Stewart
- 2010-2011 : Royal Pains : (saison 2, ép 8&10 et saison 3, ép 2) : Ken Keller
- 2012 : Meurtres à Charlotte (Hornet's Nest): Adam Goode
- 2018-2019 : Instinct : sergent Kanter Harris
- 2019 : The Rookie : Le flic de Los Angeles (saison 2, ép 5) : Agent spécial Wyck Bird
- 2020 : Grey's Anatomy : Station 19 (saison 4, ép 3) : Parker Lowther
- 2021 : American Horror Stories : Dr. Mounds (saison 1, épisode 5)